# اندیس تل سیاه (مس)
تل سیاه (مس) یک اندیس فلزی است که در حوالی شهر اوردیب استان اصفهان قرار دارد و مادهٔ معدنی موجود در آن، مس است.  